# Fryderyk Bayer
Fryderyk Bayer (ur. 1836 w Ligotce Kameralnej, zm. 28 sierpnia 1885 w Wiedniu) – działacz społeczny, inspektor kolei lwowsko-czernihowskiej, założyciel i wieloletni prezes Towarzystwa Ślązaków Austriackich w Wiedniu, honorowy obywatel Ligotki Kameralnej.